# Camalès
Camalès ist eine französische Gemeinde mit 377 Einwohnern (Stand 1. Januar 2022) im Département Hautes-Pyrénées in der Region Okzitanien (vor 2016: Midi-Pyrénées). Die Gemeinde gehört zum Arrondissement Tarbes und zum Kanton Vic-en-Bigorre.
Die Einwohner werden Camalèsiens und Camalèsiennes genannt.

## Geographie
Camalès liegt circa 14 Kilometer nördlich von Tarbes in dessen Einzugsbereich (Aire urbaine) in der historischen Provinz Bigorre am nordwestlichen Rand des Départements.
Umgeben wird Camalès von den fünf Nachbargemeinden:
| Vic-en-Bigorre |                                             | Sarriac-Bigorre       |
|                | Kompassrose, die auf Nachbargemeinden zeigt | Bazillac              |
|                | Pujo                                        | Villenave-près-Marsac |

## Einwohnerentwicklung
Nach Beginn der Aufzeichnungen stieg die Einwohnerzahl bis zur ersten Hälfte des 19. Jahrhunderts auf einen Höchststand von rund 565. In der Folgezeit sank die Größe der Gemeinde bei kurzen Erholungsphasen bis zu den 1930er Jahren auf rund 280, bevor insgesamt ein Aufwärtstrend mit zeitweise größeren Schwankungen einsetzte, der bis heute anhält.
| Jahr      | 1962 | 1968 | 1975 | 1982 | 1990 | 1999 | 2006 | 2011 | 2022 |
| --------- | ---- | ---- | ---- | ---- | ---- | ---- | ---- | ---- | ---- |
| Einwohner | 323  | 329  | 339  | 382  | 419  | 385  | 384  | 444  | 377  |

## Sehenswürdigkeiten
- Schloss aus dem 17. Jahrhundert, seit dem 3. Juni 1999 als Monument historique eingeschrieben

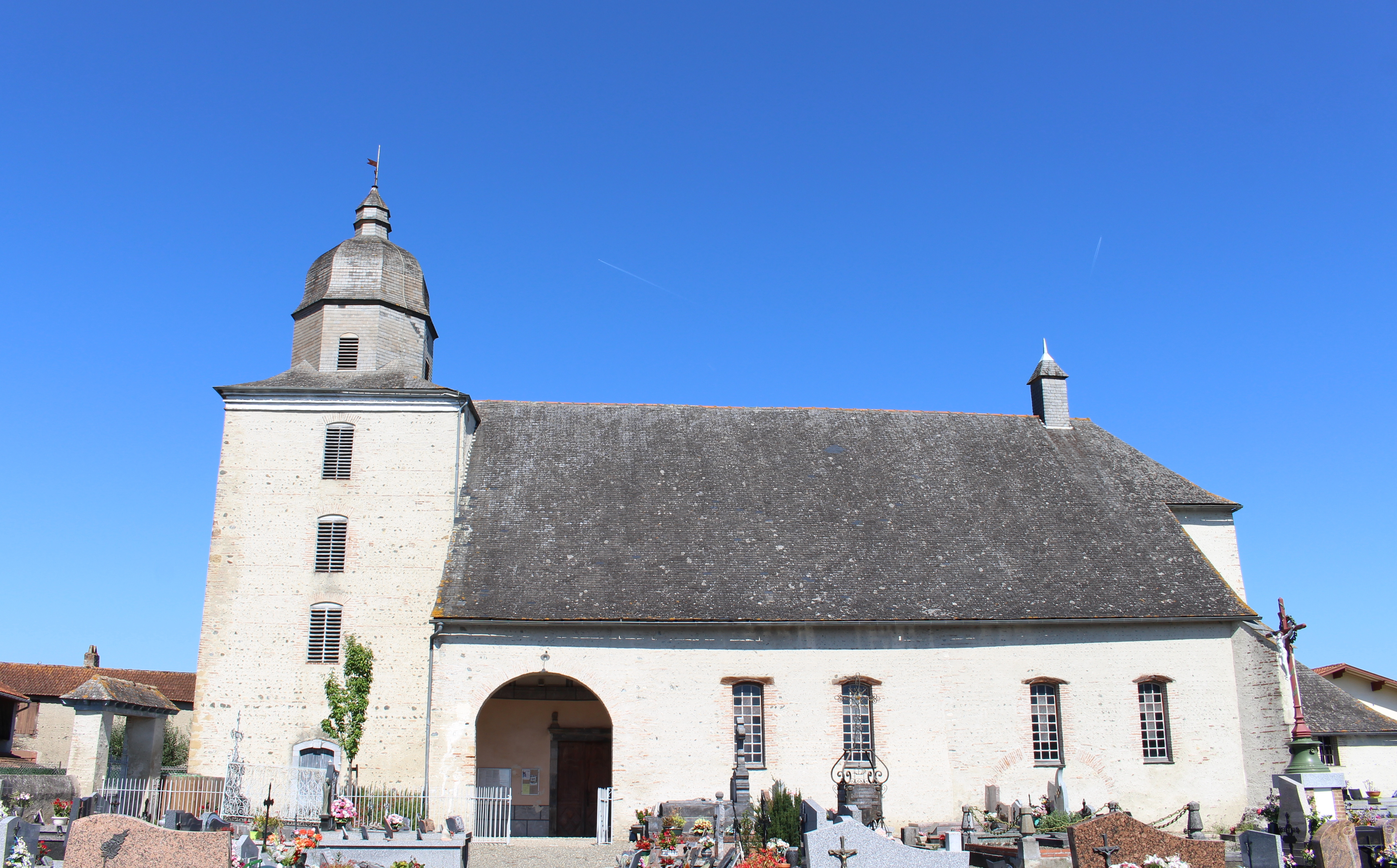
Pfarrkirche Sainte-Eulalie
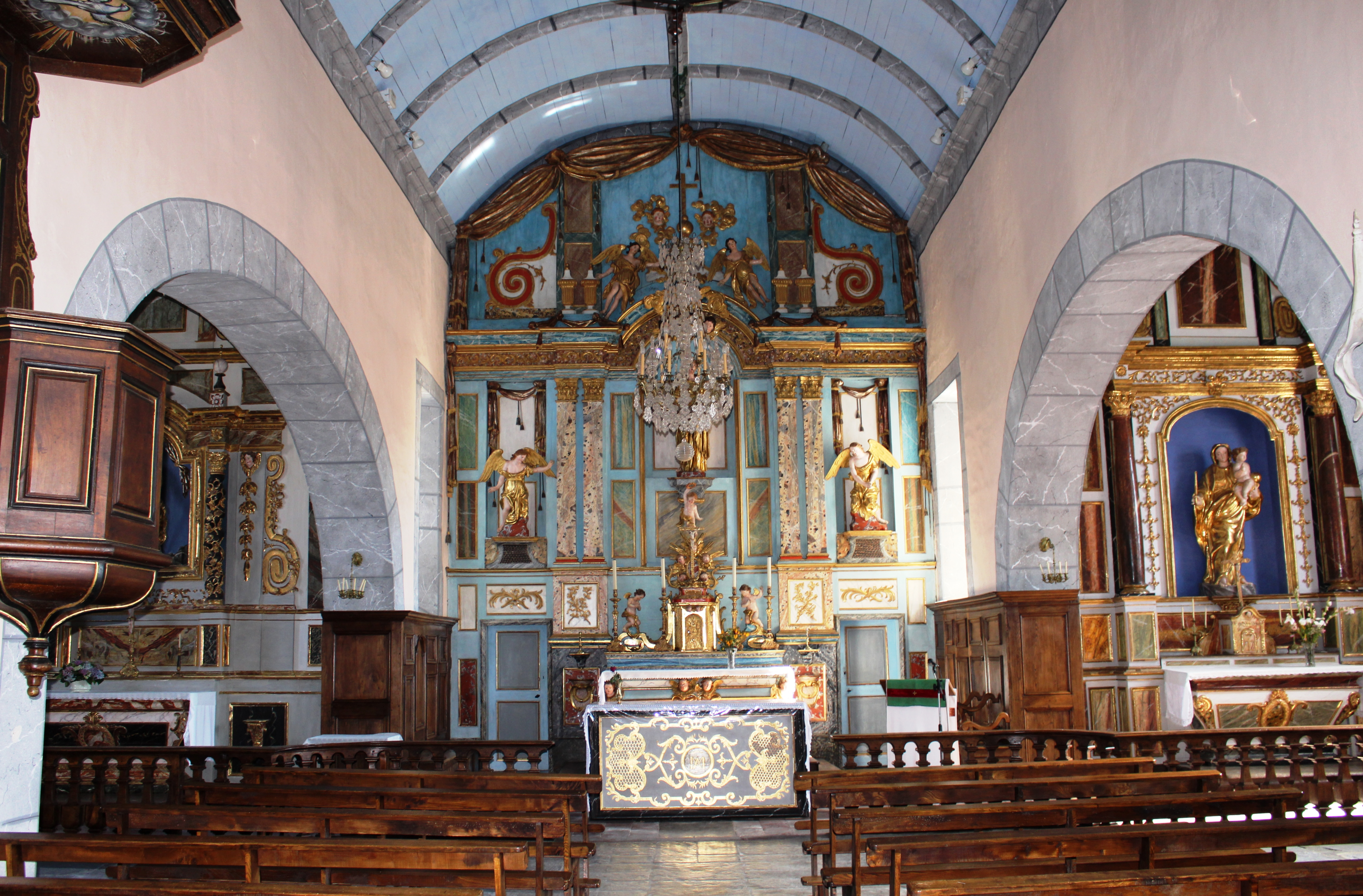
Blick auf den Chor

- Pfarrkirche Sainte-Eulalie
- Blick auf den Chor

## Wirtschaft und Infrastruktur

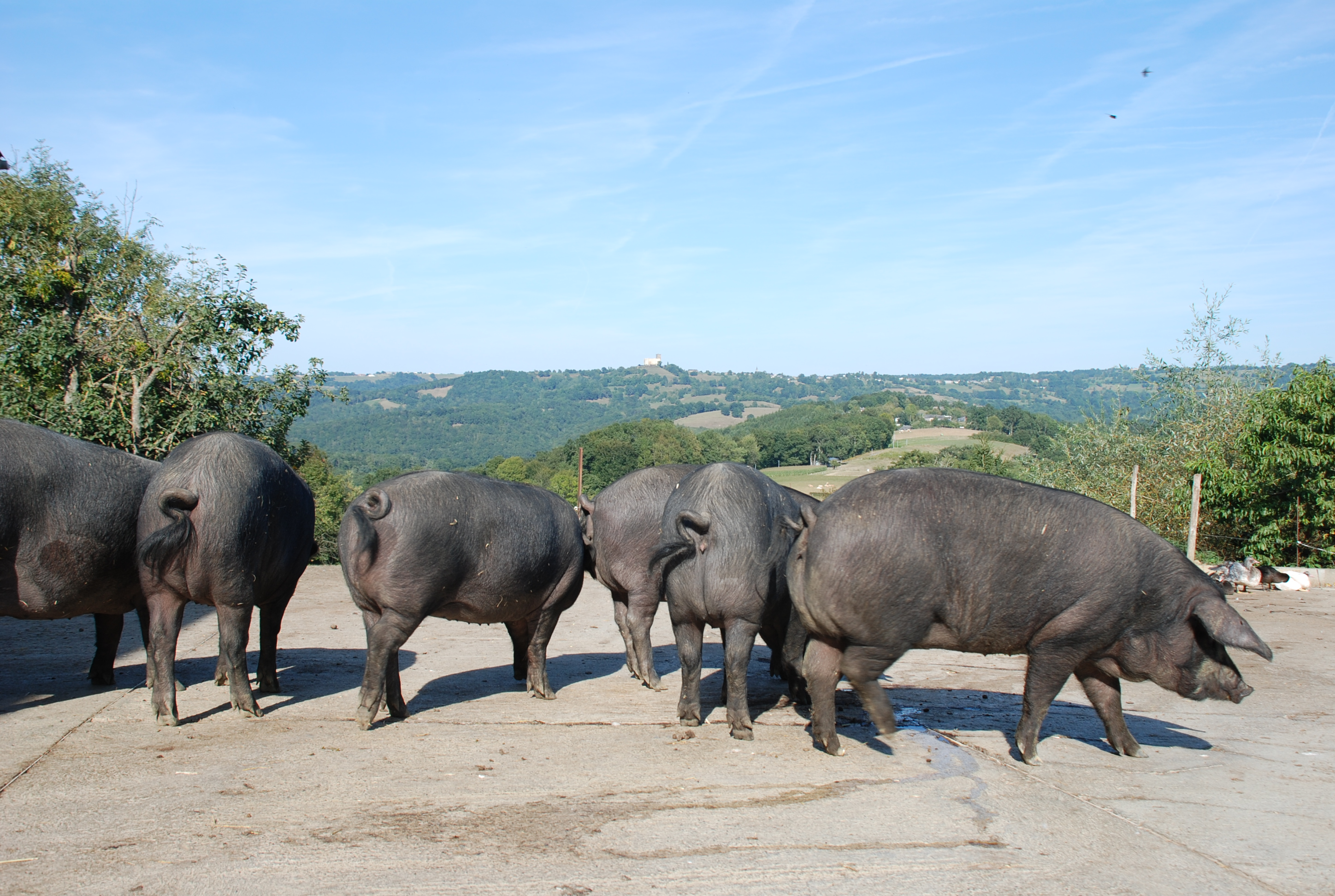
Porcs Noirs de Bigorre

Camalès liegt in den Zonen AOC der Schweinerasse Porc noir de Bigorre und des Schinkens Jambon noir de Bigorre.

### Bildung
Die Gemeinde verfügt über eine öffentliche Vorschule mit 30 Schülerinnen und Schülern im Schuljahr 2019/2020.

### Verkehr
Camalès ist erreichbar über die Routes départementales 4, 54, 835 und 935, die ehemalige Route nationale 135.